# Mark Clattenburg
Mark Clattenburg (Consett, 13 maart 1975) is een Engels voetbalscheidsrechter. Hij trad in 2008 in dienst van de FIFA en UEFA. Ook leidt hij wedstrijden in de Premier League. Naast zijn werkzaamheden als scheidsrechter is Clattenburg elektricien.
Op 21 augustus 2004 leidde Clattenburg zijn eerste wedstrijd in de Engelse eerste divisie. De wedstrijd tussen Crystal Palace en Everton eindigde in een 1-3-overwinning voor Everton. Hij gaf in dit duel drie gele kaarten, waarvan twee voor één speler, die dus mocht vertrekken. Twee jaar later, op 27 juli 2006, floot de Engelsman zijn eerste wedstrijd in de UEFA Europa League. Omonia Nicosia en HNK Rijeka troffen elkaar in de eerste ronde (2-1). Clattenburg deelde vijf keer een gele kaart uit in dit duel.
Clattenburg werd aangesteld als scheidsrechter op de Olympische Zomerspelen. Hij leidde drie wedstrijden, waaronder de finale tussen Brazilië en Mexico (1-2 voor Mexico). Clattenburg was tevens actief in het kwalificatietoernooi voor het Wereldkampioenschap voetbal 2014. In maart 2013 noemde de FIFA Clattenburg een van de vijftig potentiële scheidsrechters voor het Wereldkampioenschap voetbal.
Op 1 mei 2014 leidde Clattenburg de halve finale van de UEFA Europa League tussen Juventus FC en SL Benfica (0–0). Hierin stuurde hij Enzo Pérez met twee gele kaarten van het veld, stuurde hij van beide teams een speler die op de bank zat met rood naar de kleedkamer na een opstootje en gaf hij Jorge Jesus, coach van Benfica, opdracht plaats te nemen op de tribune. Zijn optreden kwam Clattenburg op kritiek van Juventus-coach Antonio Conte te staan. In oktober 2014 werd Clattenburg geschorst door de Engelse voetbalbond omdat hij na een competitieduel alleen het stadion verliet, om zo op tijd te kunnen zijn voor een concert van Ed Sheeran. Om veiligheidsredenen had de bond gewenst dat hij met zijn collega's in de auto was gestapt; derhalve deelden ze hem geen wedstrijd toe voor de volgende speelronde.
De UEFA maakte op 10 mei 2016 bekend dat Clattenburg de finale van de Champions League 2015/16 zou gaan leiden. De finale werd op 28 mei 2016 gespeeld tussen Real Madrid en Atlético Madrid (1-1, 5-3 voor Real Madrid na strafschoppen). Clattenburg kende in het begin van de tweede helft een strafschop toe aan Atlético Madrid, na een overtreding van Pepe op Fernando Torres. De strafschop werd door Antoine Griezmann gemist. Clattenburg deelde in de wedstrijd 8 gele kaarten uit (6 aan Real Madrid, 2 aan Atlético Madrid).
Clattenburg accepteerde op 16 februari 2017 een aanbieding om na afloop van het seizoen 2016/17 scheidsrechtersbaas te worden in Saoedi-Arabië.

## EK 2016
Op het Europees kampioenschap voetbal 2016 leidde Clattenburg in de groepsfase de wedstrijden tussen België en Italië (0-2) en tussen Tsjechië en Kroatië (2-2). Clattenburg staakte laatstgenoemde wedstrijd tijdelijk, nadat er door supporters vuurwerk op het veld was gegooid. Daarbij raakte een steward gewond. In de achtste finales leidde Clattenburg de wedstrijd tussen Zwitserland en Polen (1-1, 4-5 voor Polen na strafschoppen). Op 8 juli 2016 maakte de UEFA bekend dat Clattenburg de finale tussen Frankrijk en Portugal zou gaan leiden.

## Interlands
| Datum             | Wedstrijd                  | Uitslag            | Competitie             | Kreeg geel | Kreeg voor de tweede keer geel en dus rood | Weggestuurd |
| ----------------- | -------------------------- | ------------------ | ---------------------- | ---------- | ------------------------------------------ | ----------- |
| 14 november 2006  | Australië – Ghana          | 1 – 1              | Vriendschappelijk      | 1          | 0                                          | 0           |
| 7 februari 2007   | Nederland – Rusland        | 4 – 1              | Vriendschappelijk      | 1          | 0                                          | 0           |
| 12 september 2007 | Denemarken – Liechtenstein | 4 – 0              | EK-kwalificatie        | 3          | 0                                          | 0           |
| 17 november 2007  | Australië – Nigeria        | 1 – 0              | Vriendschappelijk      | 1          | 0                                          | 0           |
| 29 mei 2008       | Ierland – Colombia         | 1 – 0              | Vriendschappelijk      | 0          | 0                                          | 0           |
| 5 juni 2010       | Ghana – Letland            | 1 – 0              | Vriendschappelijk      | 0          | 0                                          | 0           |
| 3 september 2010  | Portugal – Cyprus          | 4 – 4              | EK-kwalificatie        | 1          | 0                                          | 0           |
| 6 juni 2011       | Oekraïne – Frankrijk       | 1 – 4              | Vriendschappelijk      | 0          | 0                                          | 0           |
| 7 oktober 2011    | Finland – Zweden           | 1 – 2              | EK-kwalificatie        | 5          | 0                                          | 0           |
| 11 oktober 2011   | Ghana – Nigeria            | 0 – 0              | Vriendschappelijk      | 0          | 0                                          | 0           |
| 29 juli 2012      | Egypte – Nieuw-Zeeland     | 1 – 1              | Olympische Spelen      | 2          | 0                                          | 0           |
| 4 augustus 2012   | Mexico – Senegal           | 4 – 2              | Olympische Spelen      | 6          | 0                                          | 0           |
| 11 augustus 2012  | Brazilië – Mexico          | 1 – 2              | Olympische Spelen      | 3          | 0                                          | 0           |
| 11 september 2012 | Israël – Rusland           | 0 – 4              | WK-kwalificatie        | 4          | 0                                          | 0           |
| 26 maart 2013     | Nederland – Roemenië       | 4 – 0              | WK-kwalificatie        | 3          | 0                                          | 0           |
| 14 november 2013  | België – Colombia          | 0 – 2              | Vriendschappelijk      | 1          | 0                                          | 0           |
| 5 maart 2014      | Duitsland – Chili          | 1 – 0              | Vriendschappelijk      | 1          | 0                                          | 0           |
| 26 mei 2014       | Rusland – Slowakije        | 1 – 0              | Vriendschappelijk      | 0          | 0                                          | 0           |
| 1 juni 2014       | Zweden – België            | 0 – 2              | Vriendschappelijk      | 2          | 0                                          | 0           |
| 7 juni 2014       | Verenigde Staten – Nigeria | 2 – 1              | Vriendschappelijk      | 0          | 0                                          | 0           |
| 7 september 2014  | Griekenland – Roemenië     | 0 – 1              | EK-kwalificatie        | 7          | 1                                          | 0           |
| 31 maart 2015     | Israël – België            | 0 – 1              | EK-kwalificatie        | 4          | 1                                          | 0           |
| 5 september 2015  | Rusland – Zweden           | 1 – 0              | EK-kwalificatie        | 2          | 0                                          | 0           |
| 8 oktober 2015    | Portugal – Denemarken      | 1 – 0              | EK-kwalificatie        | 5          | 0                                          | 0           |
| 12 november 2015  | Noorwegen – Hongarije      | 0 – 1              | EK-kwalificatie        | 5          | 0                                          | 0           |
| 13 juni 2016      | België – Italië            | 0 – 2              | Groepsfase EK 2016     | 5          | 0                                          | 0           |
| 17 juni 2016      | Tsjechië – Kroatië         | 2 – 2              | Groepsfase EK 2016     | 4          | 0                                          | 0           |
| 25 juni 2016      | Zwitserland – Polen        | 1 – 1 (4 – 5 n.s.) | Achtste finale EK 2016 | 4          | 0                                          | 0           |
| 10 juli 2016      | Portugal – Frankrijk       | 1 – 0              | Finale EK 2016         | 10         | 0                                          | 0           |
| 9 oktober 2016    | IJsland – Turkije          | 2 – 0              | WK 2018 kwalificatie   | 4          | 0                                          | 0           |
| 15 november 2016  | Noord-Ierland – Kroatië    | 0 – 3              | Vriendschappelijk      | 0          | 0                                          | 0           |
| 28 maart 2017     | Estland – Kroatië          | 3 – 0              | Vriendschappelijk      | 2          | 0                                          | 0           |
| 13 juni 2017      | Australië – Brazilië       | 0 – 4              | Vriendschappelijk      | 0          | 0                                          | 0           |